# Schloßbergbühne Kasematten

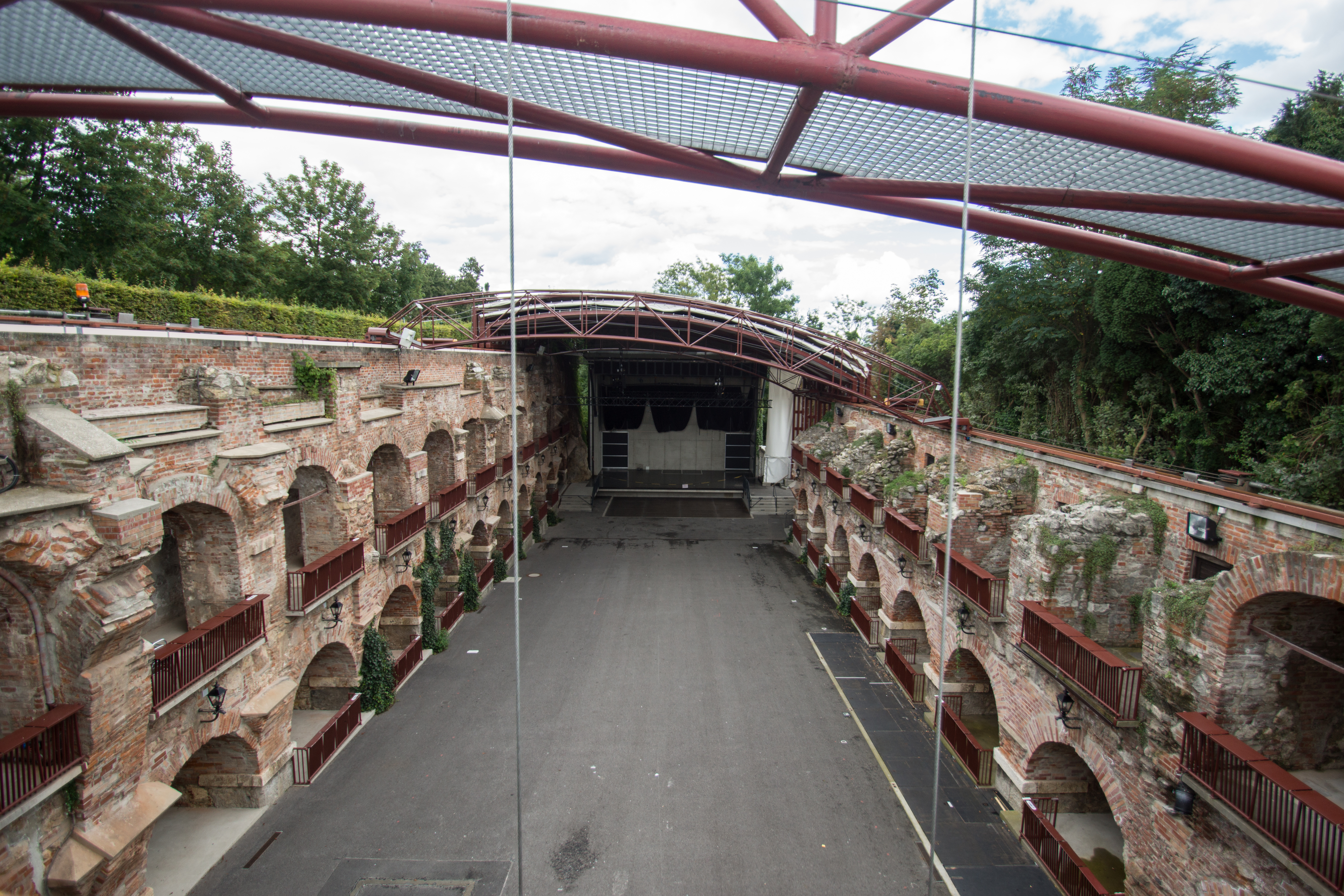
Die Schloßbergbühne (2014)

Die Schloßbergbühne Kasematten, auch bekannt als die Kasemattenbühne, ist eine Freilichtbühne auf dem Grazer Schloßberg. Im Grazer Bezirk Innere Stadt gelegen ist sie Teil des UNESCO-Welterbe-Areals Stadt Graz – Historisches Zentrum und Schloss Eggenberg. Der Name ist von dem als Kasematte bekannten Kellergewölbe des früheren Schlosshauptmannhauses der Burg am Grazer Schloßberg abgeleitet, das den baulichen Rahmen bildet.

## Geschichte

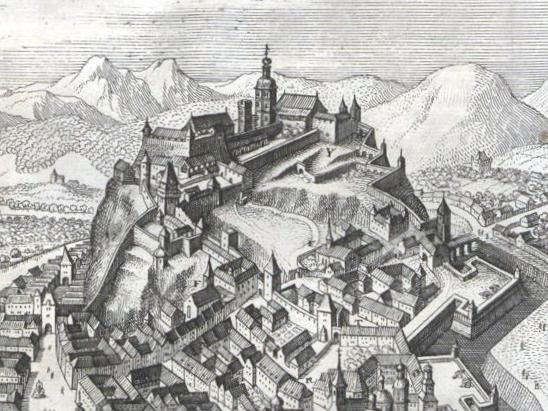
Die Burg auf dem Grazer Schloßberg, Kupferstich von Matthäus Merian, erschienen 1679

Im 12. Jahrhundert wurde mit dem Bergfried der Bau der Höhenburg auf dem Schloßberg begonnen und im Laufe der Zeit mit Wohn- und Wirtschaftsgebäuden ergänzt. Im Jahr 1577 wurde der Palas abgetragen und an seiner Stelle 1594 das Haus des Schlosshauptmannes mit einem umfangreichen Kellergewölbe errichtet, das später als Kasematte bezeichnet wurde. Nach der Niederlage der Truppen des Kaisertums Österreich gegen jene des napoleonischen Kaiserreichs Frankreich in der Schlacht bei Wagram 1809 und dem drauf folgenden Friedensschluss von Schönbrunn wurde die Burg gemäß der Vertragsbestimmungen noch im selben Jahr von französischen Mineuren geschleift. Von der Burganlage verblieben nur der Glocken- und der Uhrturm intakt, die weiteren Teile verschwanden ganz oder, wie die Kasematte des Schlosshauptmannhauses, als Ruine. Seit 1885 befindet sich der gesamte Burghügel im Besitz der Stadt Graz.

### Nutzung als Bühne

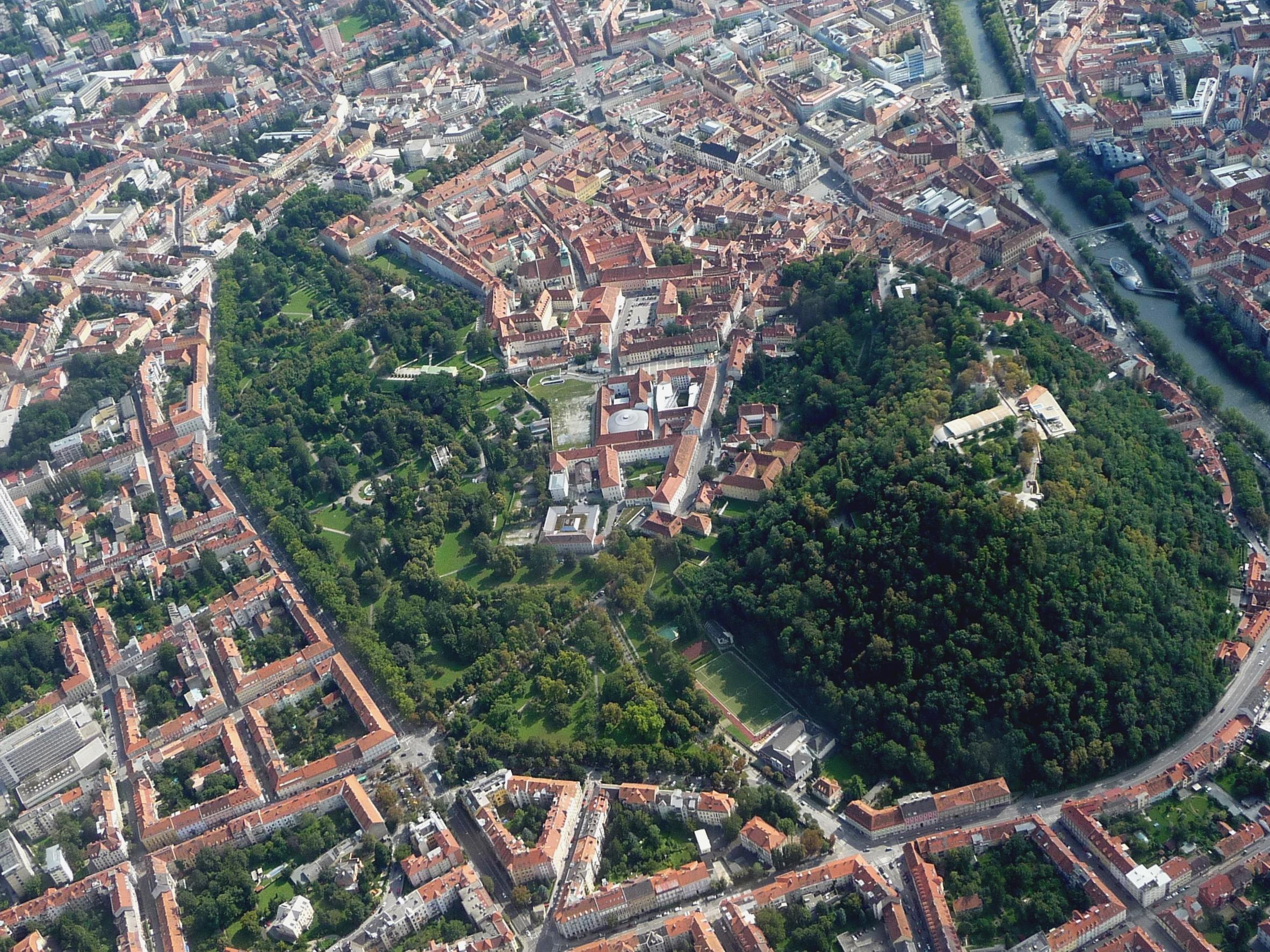
Die Grazer Altstadt, rechts auf dem Schloßberg die überdachte Kasemattenbühne (2011)

Am 5. Juli 1930 fand die erste von den im Rahmen der (Ersten) Schloßbergspiele anberaumten acht Aufführungen des von Heinrich Spiller verfassten Stücks Herrn Walters Werbefahrt statt, ein von Wilhelm Bankel inszeniertes Gedenkspiel in fünf Bildern mit Musik in Würdigung von Walther von der Vogelweide († um 1230). In Erinnerung an die Erstaufführung wurde 1939 über Auftrag des städtischen Kulturamtes vom Bildhauer Hans Mauracher (1885–1957) eine Gedenktafel geschaffen.
Aus dem Bestreben, der Salzburger Festspielidee zu folgen, war 1932 der Höhepunkt der Schloßbergspiele Hugo von Hofmannsthals Jedermann (Regie: Willi Volker; Jedermann: Karl Ferber, 1903–1966; Gute Werke: Angela Salloker, 1913–2006).
1937 war der Umbau zum Theaterraum endgültig abgeschlossen, verbunden damit die Fertigstellung der befestigten, staubfreien Straßenzufahrt samt Parkplätzen. An- und Abfahrt waren vor und nach Veranstaltungen möglich, sonst bestand generelles Fahrverbot. Die Grazer Freilichtbühne als Naturbühne umfasste insgesamt 42 Sitzreihen. Im ersten Stock gab es beidseitig Proszeniumlogen, die repräsentativ wirkten. Die Skizzen dazu wurden von Tassilo Hüller (1898–1945) erarbeitet. Nachdem die Umbauarbeiten abgeschlossen waren, wurde zur Eröffnung am 19. Juni 1937 Beethovens Fidelio gegeben (Regie: Viktor Pruscha (1888–1966), Dirigat: Karl Rankl, 1898–1968; Bühnenbild: Tassilo Hüller; Fidelio: Erna Recka, 1898–A.N.). Beim Festakt waren unter anderem zugegen Unterrichtsminister Hans Pernter (1887–1951) sowie Karl Maria Stepan (1894–1972), Landeshauptmann der Steiermark. Zunächst wurde die neue Bühne bis zum Ausbruch des Zweiten Weltkrieges bespielt.
Die erste Instandsetzung der Kasematte nach dem Zweiten Weltkrieg erfolgte 1949. Grazer Studierenden war es mit der Hilfe britischer Besatzungssoldaten und deren Lastkraftwagen möglich, den Schutt der Bombentreffer zu beseitigen. Auf der neuen Bühne zeigten Mitglieder des Grazer Hochschulstudios ab 6. August 1949 insgesamt sechsmal für ein Publikum von jeweils rund 800 Zuschauern Goethes Urgötz. Die Schauspieler, darunter auch Heinz Gerstinger, Gerald Szyszkowitz, Gertrude Kellner und Helmuth Mezler, verkörperten für dieses Stück mehrere verschiedene Rollen. Britische Soldaten unterstützten die Aufführungen als Statisten. Koordiniert wurde die gesamte Inszenierung von Hellmuth Himmel.
1989 erfolgte die Errichtung der mobilen Dachkonstruktion der Kasematte. Da jedoch die Dachhaut bei Regen das Geräusch aufschlagender Tropfen nach unten weitergab und somit Veranstaltungen massiv beeinträchtigen konnte, wurde die dreiteilige Schiebekonstruktion mit einer übergelagerten regenabsorbierenden Ebene versehen.
1996 wurde das gesamte Objekt weitgehend saniert und dabei auch eine unterirdische Service-Einrichtung geschaffen. Weitere bedeutsame Veränderungen gab es 2009, als die Bühne an die östliche Schmalseite des Gevierts transferiert, der Bühnenraum baulich erweitert und Zugänge wie Wegeführung angepasst wurden.
Der heutige Betreiber der Schlossbergbühne Kasematten ist die Grazer Spielstätten GmbH, es ist aber auch möglich, die Bühne für eigene Veranstaltungen zu mieten. Das Programm ist abwechslungsreich gestaltet, es werden Konzerte, Kabaretts, Festivals, Kinderveranstaltungen und Theaterstücke gezeigt. Bekannte Veranstaltungen, die bereits die Bühne nutzten, sind unter anderen der Schlossbergball, die Styriarte, die Lange Nacht der Chöre, der Jazz-Sommer Graz, der steirische Herbst und der „Aufsteirern“Weihnachtsmarkt.

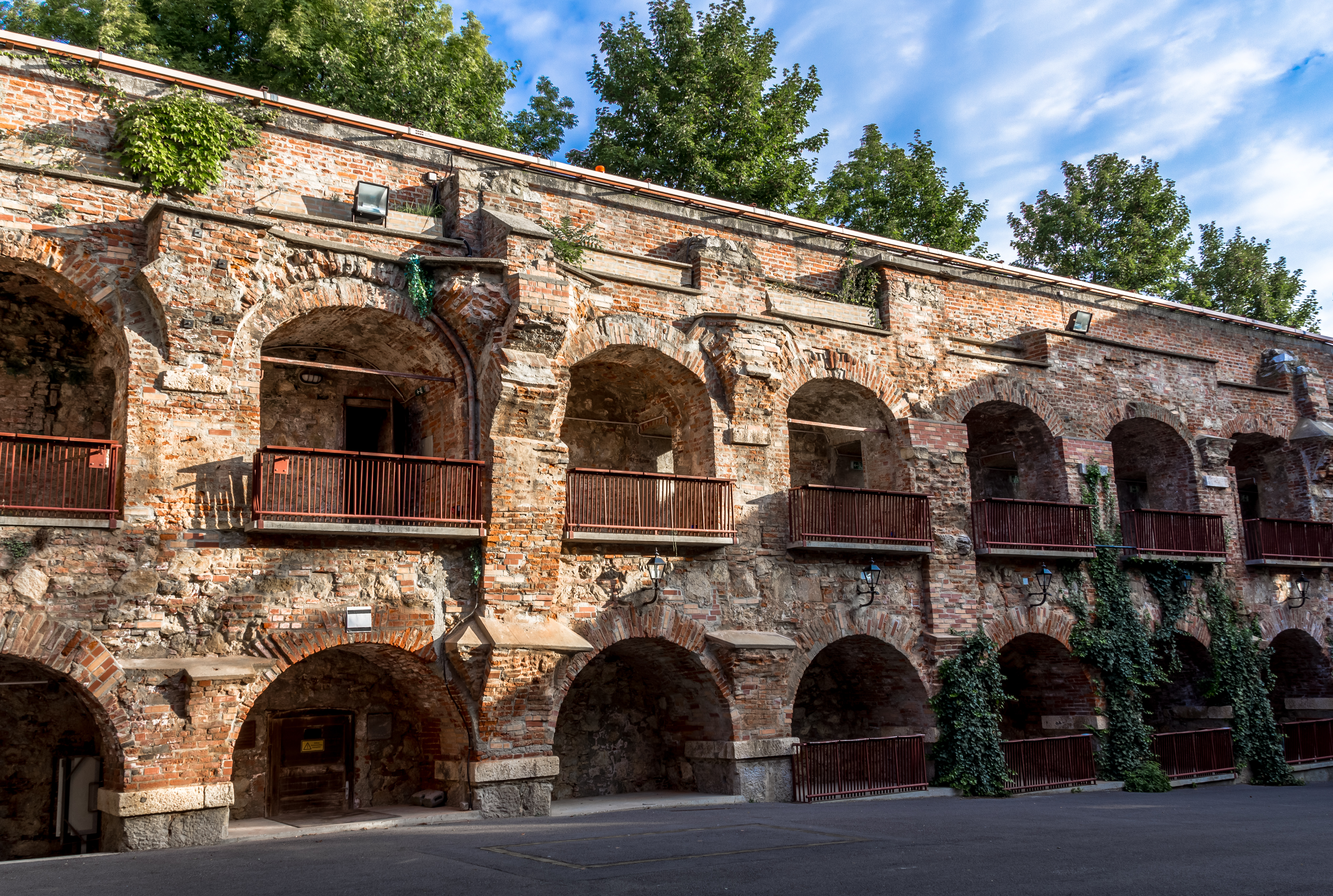
Die als Logen genutzten Gewölbeteile
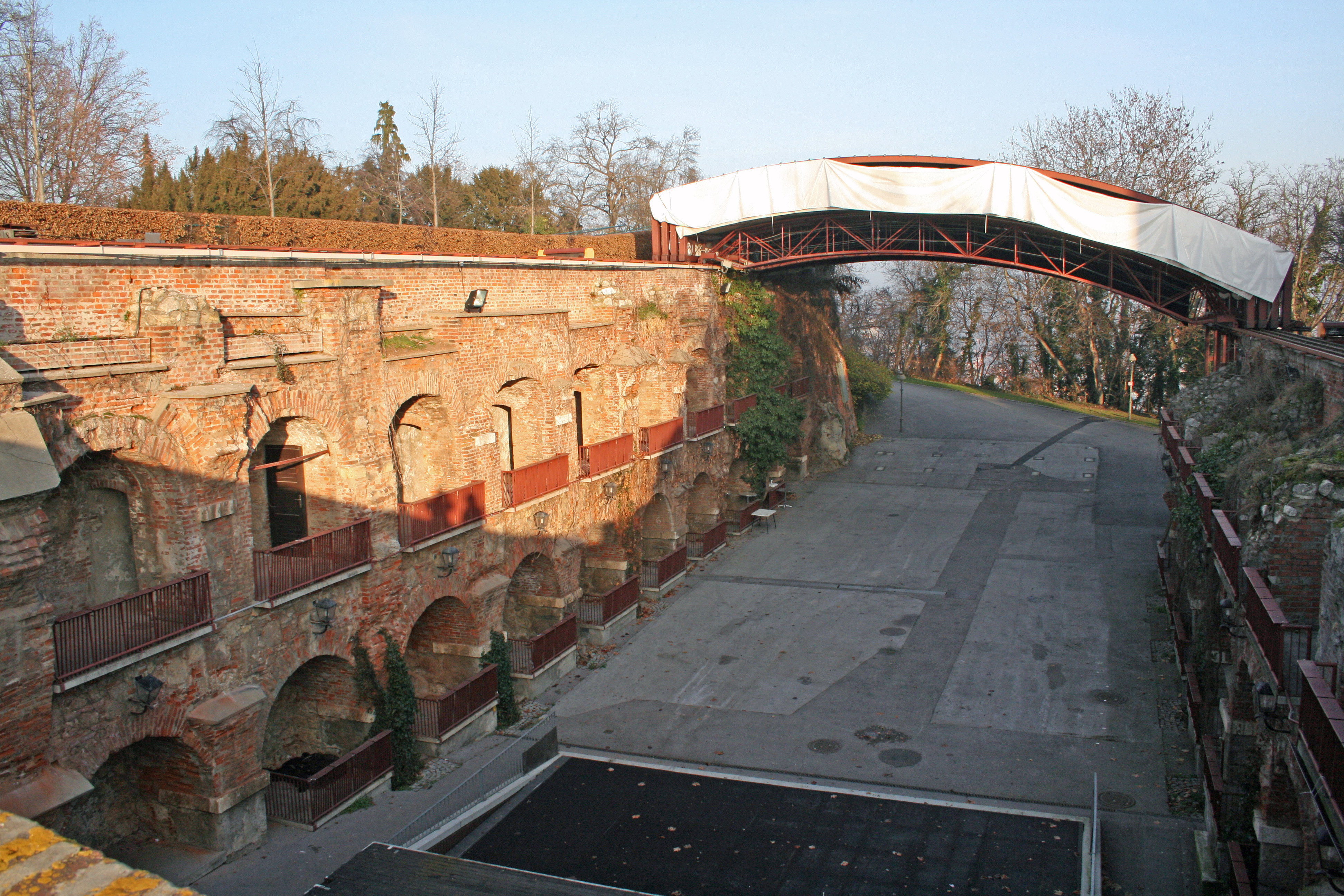
Blick von der Bühnenseite
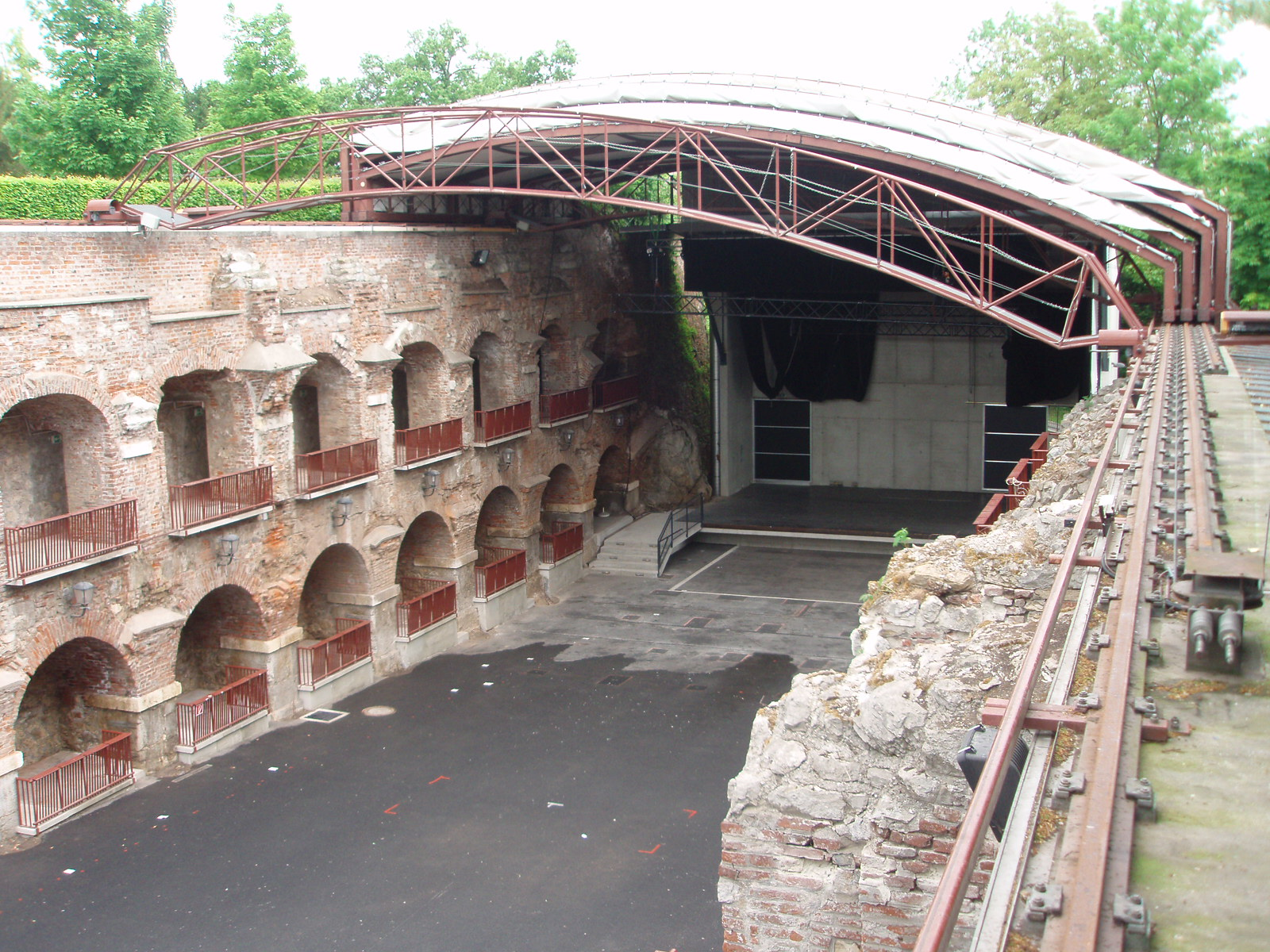
Schloßbergbühne und Zuschauerraum